# Serbie au Concours Eurovision de la chanson 2016
La Serbie a annoncé sa participation au Concours Eurovision de la chanson 2016 à Stockholm, en Suède le 11 novembre 2015. Le pays est représenté par Sanja Vučić avec sa chanson Goodbye (Shelter), sélectionnées en interne par le diffuseur serbe RTS.

## Sélection
Sanja Vučić ZAA est annoncée comme représentante le 5 mars 2016 et sa chanson Goodbye (Shelter) est présentée le 12 mars 2016

## À l'Eurovision
La Serbie a participé à la seconde demi-finale, le 12 mai 2016. Arrivant à la 10e place avec 105 points, le pays décroche une place pour la finale, où il termine 18e avec 115 points.